# Ravius Valles
Le Ravius Valles sono una struttura geologica della superficie di Marte.